# Dante Guindani
Dante Guindani (Cremona, 11 giugno 1899 – Cremona, 6 febbraio 1929) è stato un ciclista su strada italiano.

## Carriera
Nato nel 1899 a Cremona, a 20 anni partecipò ai Giochi olimpici di Anversa 1920, terminando 32º nella corsa individuale in 5h21'50"4 e 5º nella corsa a squadre (dove venivano sommati i tempi dei ciclisti della stessa nazione ottenuti nella corsa individuale) con il tempo di 20h24'44"0.
Nel 1921 vinse la Coppa Del Grande.
Morì nel 1929, a soli 29 anni.

## Palmarès
- 1921 (dilettanti)

Coppa Del Grande

## Piazzamenti

### Competizioni mondiali
- Giochi olimpici

Anversa 1920 - A squadre: 5º
Anversa 1920 - Individuale: 32º